# Апротонная кислота
Апрото́нная кислота́ — это химическое соединение, способное принять электронную пару на незаполненную орбиталь (то есть кислота Льюиса) и не содержащее ядер атома водорода. Другими словами, апротонная кислота — это химическое соединение, в которое не входит атом водорода, но являющееся акцептором пары электронов.
Примерами апротонных кислот являются
- ZnCl2,
- FeCl3,
- FeBr3,
- BF3,
- AlCl3,
- SnCl4,
- TiCl3,
- TiCl4,
- SbCl5.

Примеры химических реакций с апротонными кислотами:
- AlCl3 + Cl− → AlCl4−
- AlF3 + 3F− → AlF63−
- BF3 + F− → BF4−
- PCl5 + Cl− → PCl6−
- SF4 + F− → SF5−
- SiF4 + 2F− → SiF62−